# Jan Serfontein
Jan Lodewyk Serfontein (Port Elizabeth, 15 aprile 1993) è un rugbista a 15 sudafricano che gioca come tre quarti centro con il Montpellier in Top 14. È stato paragonato a Danie Gerber per il suo stile di gioco.

## Biografia
Nato in una famiglia di rugbisti, il padre Boelie giocò a livello provinciale, il nonno Jack Slater fu internazionale con il Sudafrica durante gli anni 1920 mentre il fratello maggiore Boela gioca attualmente come seconda linea con i Free State Cheetahs, Jan Serfontein iniziò a giocare in Currie Cup nel 2012 con i Blue Bulls. Lo stesso anno fu anche uno dei protagonisti della vittoria nel Campionato mondiale giovanile di rugby con la nazionale sudafricana under-20 e venne nominato miglior giocatore giovanile IRB dell'anno.
Nel 2013 Serfontein fece il suo debutto nel Super Rugby con la franchigia dei Bulls. Questo fu anche l'anno in cui il centro sudafricano collezionò la sua prima presenza con gli Springbok, giocando nel test match dell'8 giugno contro l'Italia disputato a Durban.
Serfontein venne convocato nel corso della Coppa del Mondo di rugby 2015 per rimpiazzare l'infortunato Jean de Villiers che si fratturò la mascella durante la partita della fase a gironi contro Samoa. In quella edizione vinse con il Sudafrica la finale per il 3º posto.

## Palmarès
- Challenge Cup: 1
Montpellier: 2020-21
- Campionati francesi: 1
Montpellier: 2021-22